# Route nationale 471
Die N471 war von 1933 bis 1973 eine französische Nationalstraße, die zwischen der N75 östlich von Cuisery und Chaffois verlief. Die Gesamtlänge betrug 88,5 Kilometer. 1979 wurde die Nummer N471 für die nördliche Einfallstraße nach Saint-Nazaire, auf der bis dahin die N171 (vor 1973 N771) verlief, die auf eine Umgehungsstraße verlegt wurde, in Funktion eines Seitenastes der N171 verwendet. Seit 2006 ist sie eine Kommunalstraße.